# نامه اداری

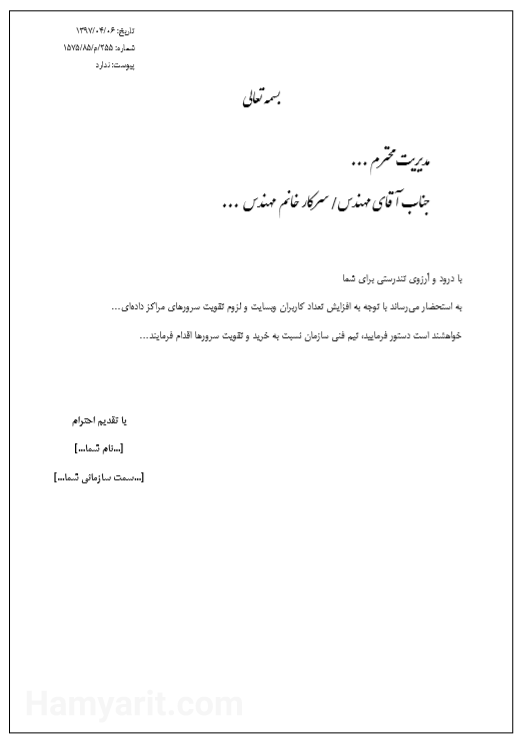
نمونه‌ای از یک نامه‌ی اداری به زبان پارسی

یک نامه‌ی اداری (به انگلیسی: Business letter) به نوعی از نامه‌ها گفته می‌شود که دارای ساختاری خاص بوده و معمولاً برای مکاتبات بین‌سازمانی یا درون سازمانی مورد استفاده قرار می‌گیرند.

## اجزای تشکیل‌دهنده‌ی سربرگ نامه‌ی اداری
مهم‌ترین بخش‌هایی که باید در سربرگ یک نامه‌ی اداری قید شود عبارت است از:
- تاریخ
- شماره‌ی نامه
- وضعیت پیوست

### اجزای تشکیل‌دهنده متن یک نامه‌ی اداری
محتوای اصلی نامه‌های اداری معمولاً از اجزای زیر تشکیل شده‌اند:

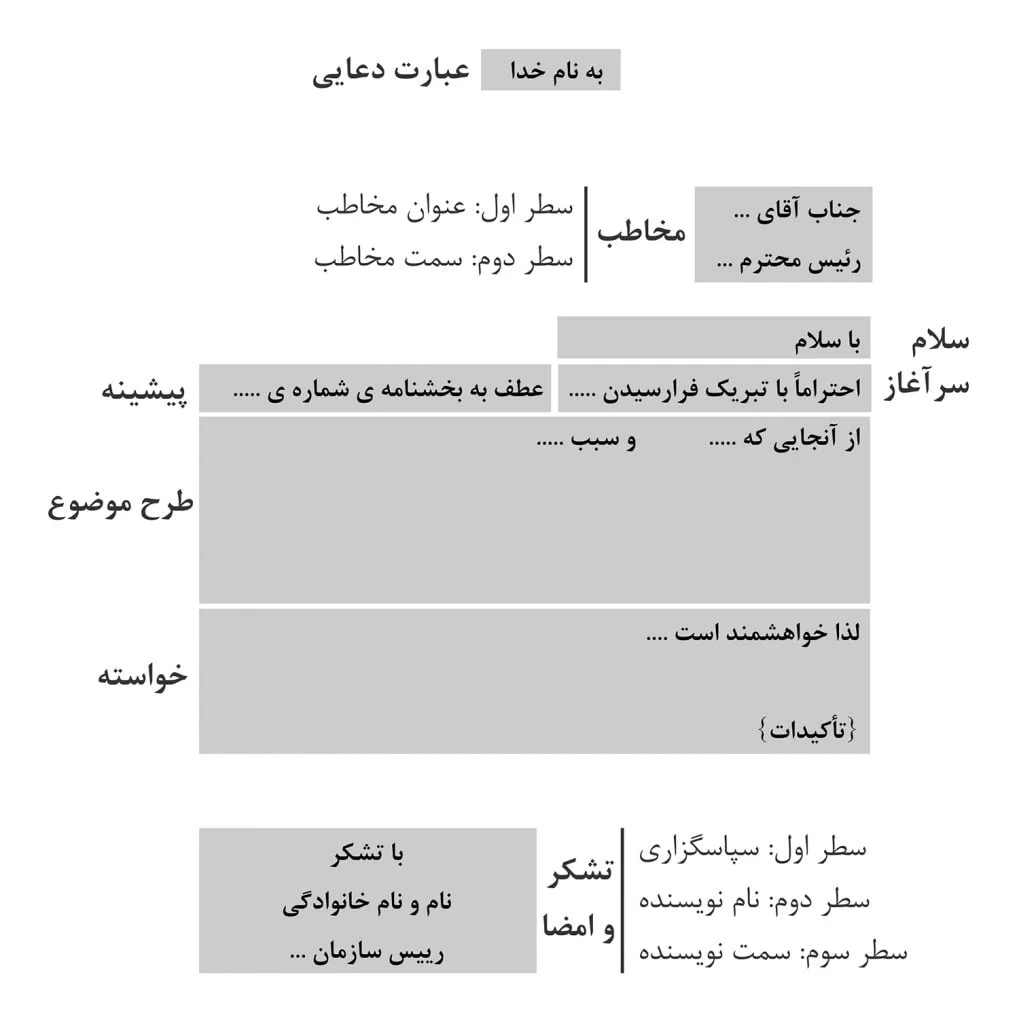
طرز نوشتن نامه اداری

- ادب و احترام
- مقدمه‌ی نامه
- پیام اصلی
- نتیجه‌گیری
- سپاس‌گذاری

### نحوه‌ی خطاب قرار دادن رده‌های سازمانی در نامه
رعایت دقیق مرتبه‌های سازمانی در نوشتن یک نامه‌ی اداری از اهمیت ویژه‌ای برخوردار است و سمت‌های سازمانی باید به دقت در نامه آورده شوند.
- برای خطاب قرار دادن افراد یا سازمان‌های بالا دست معمولاً از لفظ به "استحضار می‌رساند" استفاده می‌شود.
- برای خطاب قرار دادن افراد یا سازمان‌های هم‌رده معمولاً از لفظ "به آگاهی می‌رساند" استفاده می‌شود.
- برای خطاب قرار دادن افراد یا سازمان‌های زیر دست معمولاً از لفظ "به اطلاع می‌رساند" استفاده می‌شود.

### اجزای تشکیل‌دهنده‌ی پابرگ نامه‌ی اداری
- نام فرستنده
- سمت سازمانی فرستنده
- امضا

### نکات مهم در نگارش نامه‌ی اداری
- رعایت اصول نگارش زبان پارسی
- عدم وجود ایرادهای سجاوندی و املایی
- تا حد ممکن کوتاه نگاه داشتن متن نامه
- استفاده از فونت و برگه‌ی رسمی سازمان
- درج حاشیه در اطراف صفحه‌ی نامه
- درج تاریخ، شماره و وضعیت پیوست
- درج نام و سمت سازمانی فرستنده